# Fotografia otworkowa

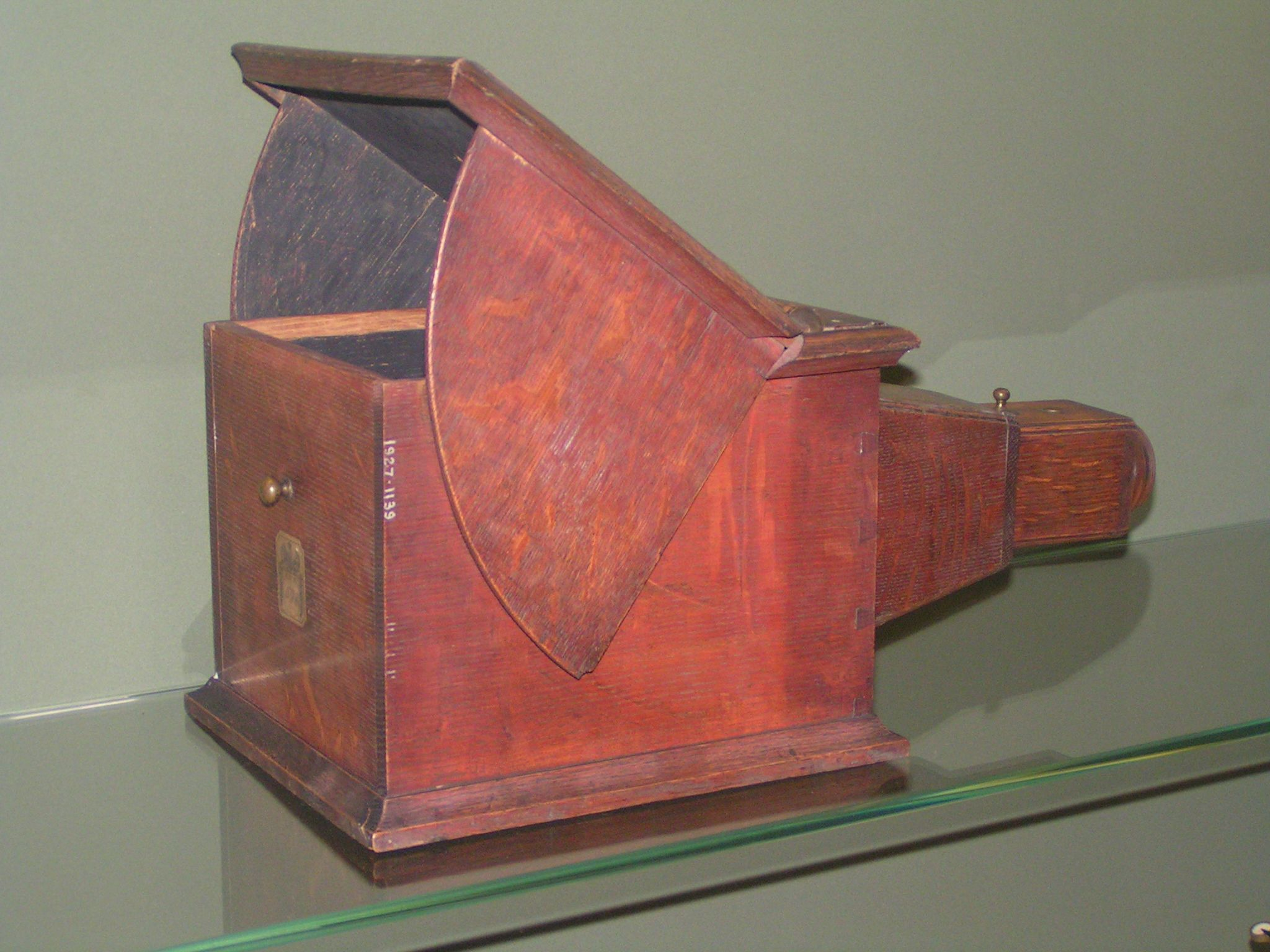
Kamera otworkowa

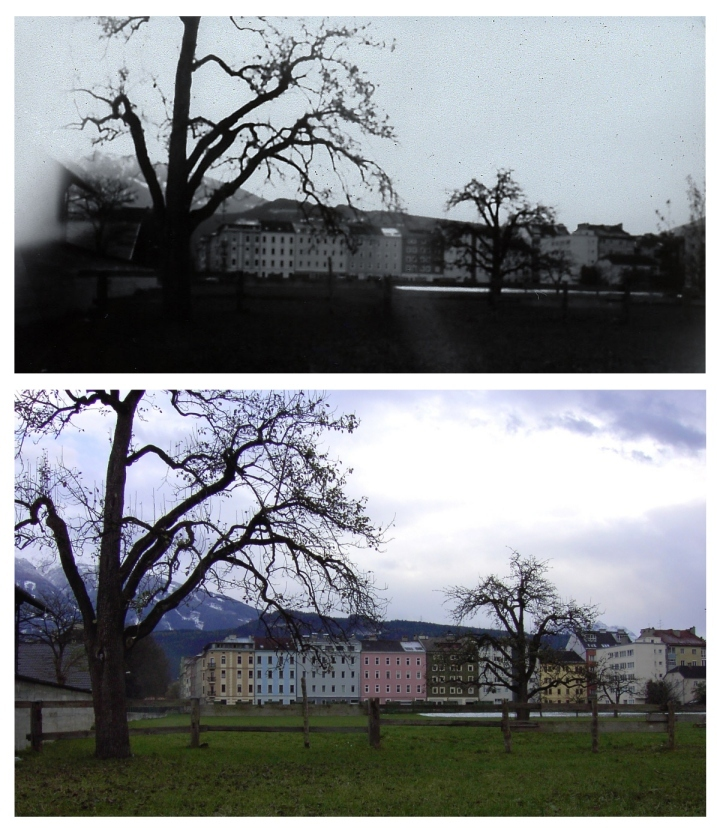
Zdjęcie wykonane kamerą otworkową i aparatem z obiektywem soczewkowym.

Fotografia otworkowa – technika wykonywania zdjęć przy pomocy aparatu typu camera obscura.

## Działanie
Światło przechodząc przez otworek o małej średnicy tworzy na przeciwległej ścianie obraz, którego jasność będzie proporcjonalna do jasności na zewnątrz oraz wielkości otworka. Jeśli otworek nie jest dostatecznie mały, światło utworzy na matówce koło o wielkości proporcjonalnej do wielkości otworka. Dlatego zwiększanie średnicy otworka zmniejsza ostrość obrazu. Zmniejszanie średnicy otworka poprawia ostrość, ale zmniejsza jasność. Poprawa ostrości jest ograniczona przez falową naturę światła. Gdy otworek ma średnicę porównywalną z długością fali świetlnej, na ekranie pojawia się rozmycie obrazu wywołane interferencją światła, które ulega dyfrakcji na brzegach otworu.
Dobierając rozmiary otworu można uzyskać wewnątrz natężenie światła wystarczające do tego, by naświetlić materiał światłoczuły. Obraz powstający różni się od obrazu uzyskanego przez aparat fotograficzny tym, że jest bardziej miękki (nieostry). Powiększenie kątowe jest stałe dla przedmiotów znajdujących się w dowolnej odległości od kamery, dzięki czemu głębia ostrości w fotografii otworkowej rozciąga się od zera do nieskończoności.

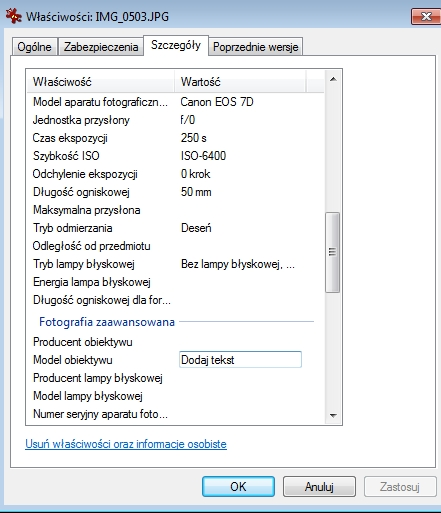
Parametry zdjęcia wykonanego aparatem bez obiektywu, z zastosowaną szczeliną 1,5 mm (zastosowano przedziurawiony dekiel do korpusu aparatu Canon Eos 7d) Uwagę przykuwa zerowa wartość przy parametrze przysłony. Długość ogniskowej z powodu braku danych z obiektywu jest domyślnie ustawiona na 50 mm.

## Tworzenie kamery otworkowej
Do zbudowania kamery potrzebne jest pudełko lub puszka, czarny materiał do wyłożenia wnętrza pudełka, aby uniknąć wewnętrznych refleksów, oraz folia aluminiowa, w której należy zrobić otwór pełniący funkcję obiektywu. W pudełku trzeba wyciąć otwór, a następnie od środka nakleić zakrywającą go folię aluminiową. Folia umożliwia zrobienie bardzo małego otworu, np. przez nakłucie igłą. Średnica otworu powinna być w granicach 0,1–0,3 mm.
Metodę wyliczenia optymalnej średnicy otworu określił Jozef Petzval. Wzór rozwinął Lord Rayleigh i w tej postaci jest stosowany nadal:
{\displaystyle d=1,9{\sqrt {f\lambda }}}
gdzie:
{\displaystyle d} – średnica otworu,
{\displaystyle f} – ogniskowa (odległość od otworu do obrazu),
{\displaystyle \lambda } – długość fali światła w metrach.

## Technika wykonywania fotografii otworkowych

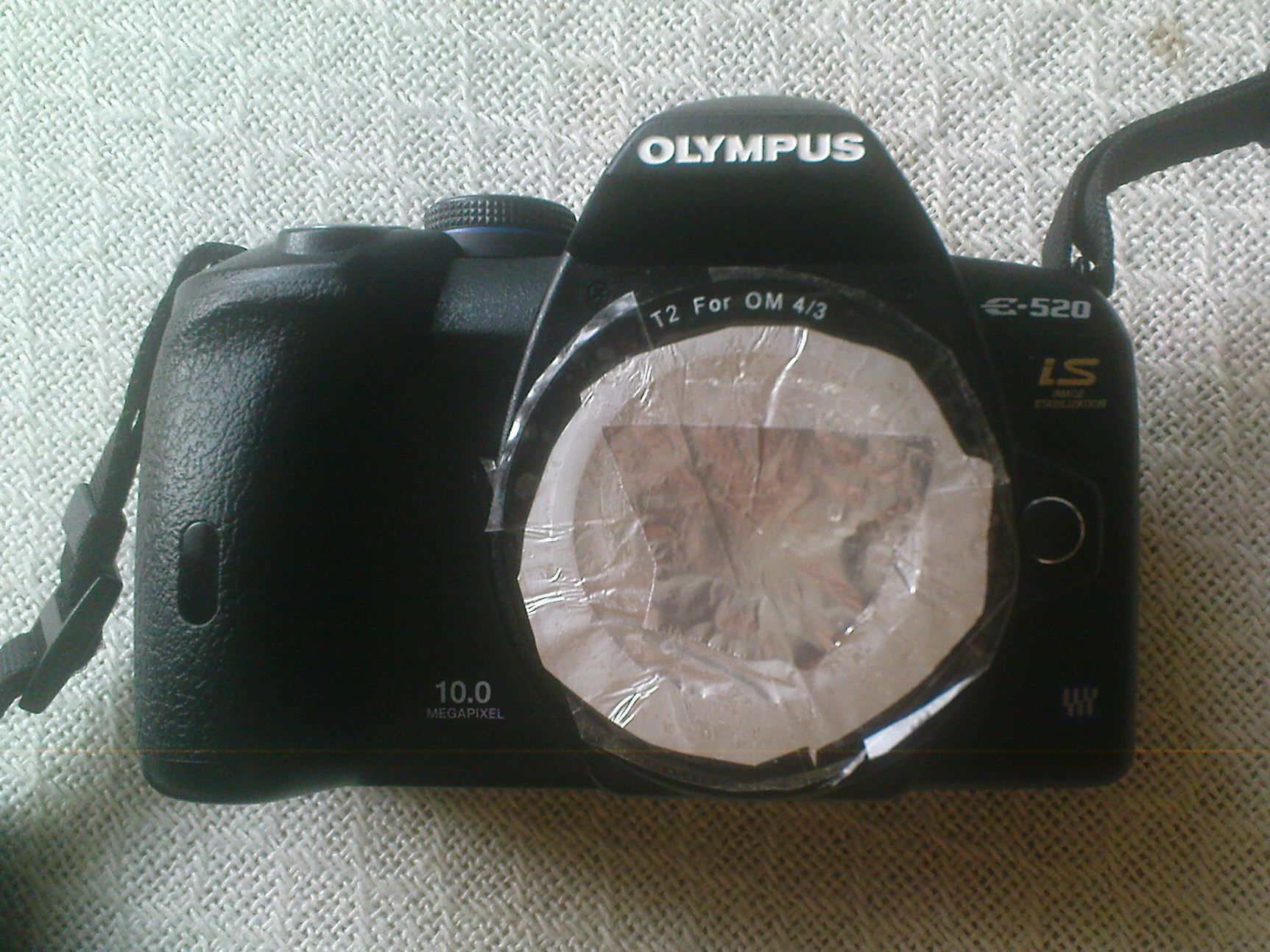
Aparat do wykonywania cyfrowych fotografii otworkowych wykonany domową metodą. W centrum aluminiowej folii wykonano igłą nakłucie średnicy 0,2 – 0,3 mm

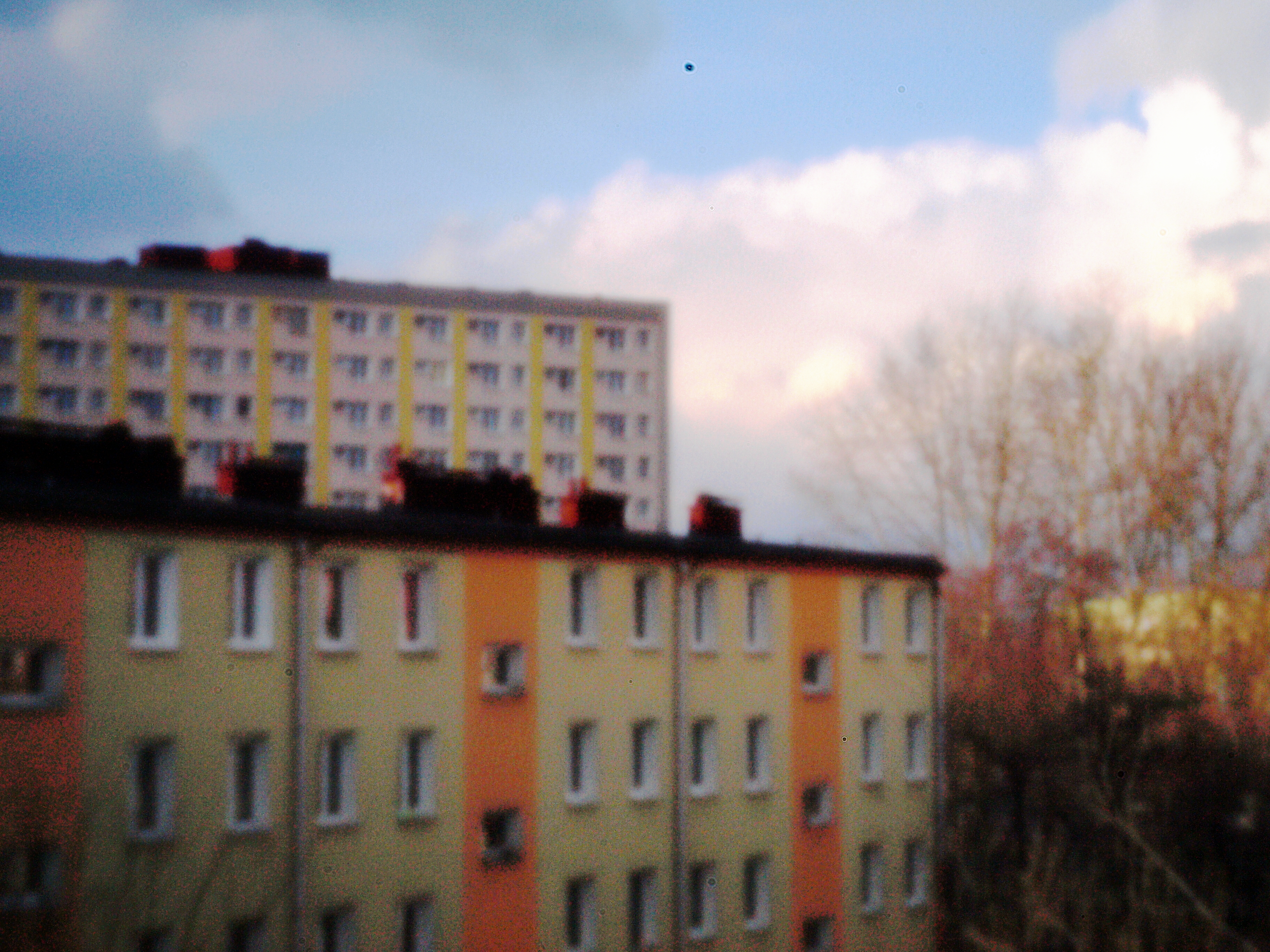
Zdjęcie wykonane powyższym aparatem, czas naświetlania: 1/2 sekundy

Na tylnej ściance pudełka od wewnątrz instaluje się materiał światłoczuły. Należy to zrobić w ciemni, po czym trzeba zakleić otwór nieprzezroczystym materiałem. Od odległości między fotografowanym przedmiotem a obiektywem, między obiektywem a płaszczyzną obrazu i od wielkości negatywu zależy kąt widzenia, powiększenie (lub pomniejszenie) i perspektywa obrazu. Te same zależności występują w kamerze otworkowej. Im dalej jest negatyw od otworka, tym mniejszy będzie kąt widzenia aparatu i tym większe powiększenie obrazu. Efekt będzie odpowiadał użyciu obiektywu o długiej ogniskowej. I odwrotnie: zbliżając negatyw, zwiększa się kąt widzenia, a obraz będzie mniejszy. Uzyskuje się wówczas efekt obiektywu krótkoogniskowego (szerokokątnego).
Przedmiot fotografowany z daleka będzie wykazywał niewielkie zniekształcenia perspektywy (jak w obiektywie długoogniskowym). Kiedy jednak podejdzie się bliżej (ponieważ obraz przedmiotu w kamerze otworkowej pozostaje ostry niezależnie od odległości, można fotografować niewielkie przedmioty z odległości nawet kilku centymetrów), przerysowania perspektywy staną się duże (jak w obiektywie szerokokątnym).
Oddalanie błony światłoczułej od otworu nie jest nieograniczone. Im dalej będzie negatyw, tym mniejsza będzie jasność uzyskanego obrazu. Otwór przepuszcza przez cały czas taką samą ilość światła, jednak jeżeli odsunie się płaszczyznę obrazu na dwukrotnie większą odległość, obraz, który uzyskamy, będzie powiększony dwukrotnie, a światło będzie się rozkładać na czterokrotnie większej powierzchni, wymagając czterokrotnie dłuższej ekspozycji. Jest to praktyczna demonstracja zasady, że natężenie światła jest odwrotnie proporcjonalne do kwadratu odległości od źródła.
Aby zmierzyć natężenie światła, można skorzystać ze światłomierza lub korzystając z tabel ustalić czas naświetlania.
Ciekawe efekty uzyskuje się nadając otworkowi kształt inny niż koło lub układając w kamerze materiał światłoczuły nie na płaszczyźnie, lecz na walcu, a otrzymane zdjęcie nakleja się wtedy także na walec (np. szklankę).
Współcześni artyści wykorzystujący aparaty otworkowe to m.in.: Paweł Bownik, Jakub Byrczek, Sławomir Decyk, Tomasz Dobiszewski, Michalina Hendrys, Paweł Janczaruk, Georgia Krawiec, Paweł Kula, Jacek Lalak, Andrzej J. Lech, Katarzyna Majak, Ewa Martyniszyn, Marek Noniewicz, Dominik Pabis, Marek Poźniak, Konrad Pustoła, Joanna Rajkowska, Witold Węgrzyn, Stefan Wojnecki, Piotr Wołyński, Przemek Zejfert, Henryk Żychowski.